# Exobasidium dracophylli
Exobasidium dracophylli är en svampart som beskrevs av McNabb 1962. Exobasidium dracophylli ingår i släktet Exobasidium och familjen Exobasidiaceae.   Inga underarter finns listade i Catalogue of Life.